# Lista de bens tombados no Amazonas
A lista de bens tombados no Amazonas reúne itens do patrimônio histórico, cultural e, natural do estado brasileiro do Amazonas, que foram tombados em nível estadual realizados pela "Assembleia Legislativa do Amazonas" (ALEAM); ou "Conselho Estadual de Defesa do Patrimônio Histórico e Artístico do Amazonas" (CEDPHA); ou "Conselho de Patrimônio Histórico e Artístico do Amazonas" (COPHAM) (conselho formado por: Empresa Estadual de Turismo; as universidades estadual e federal do Amazonas; Departamento de Patrimônio Histórico e Artístico/Secretaria de Cultura e Economia Criativa; Comissão de Promoção social e Cultural/Assembleia Legislativa do Amazonas; Conselho Regional de Engenharia e Agronomia; Instituto de Arquitetos do Brasil; Instituto Geográfico e Histórico do Amazonas-IGHA; Instituto do Patrimônio Histórico e Artístico Nacional, e; Conselho Estadual de Cultura-CONEC) e, em nível federal realizados pelo IPHAN, no contexto de preservação do patrimônio histórico-cultural brasileiro.
Dentre os patrimônios tombados está o complexo arquitetônico do Porto de Manaus e do Teatro Amazonas na cidade brasileira de Manaus.
| Imagem | Bem                                                      | Fundação | Arquitetura                                      | Localização                     | Coordenadas                 | Tipo                                                       | Tombamento                                                              | Data Tmbamento | Referência |
| ------ | -------------------------------------------------------- | -------- | ------------------------------------------------ | ------------------------------- | --------------------------- | ---------------------------------------------------------- | ----------------------------------------------------------------------- | -------------- | ---------- |
|        | Complexo de Conservação da Amazônia Central              |          |                                                  | Amazonas                        | 2° 20′ 00″ S, 62° 00′ 30″ O | grupo de áreas protegidas património histórico do Brasil   | Património Mundial da Unesco                                            |                |            |
|        | Festival Folclórico de Parintins                         |          |                                                  | Amazonas Parintins              |                             | Volksfest património cultural                              |                                                                         |                |            |
|        | Porto de Manaus                                          |          |                                                  | Amazonas Manaus                 | 3° 08′ 35″ S, 60° 01′ 01″ O | porto fluvial património histórico                         | bem tombado pelo IPHAN bem tombado pelo COMPPAC                         |                |            |
|        | Catedral de Borba                                        |          |                                                  | Borba Amazonas                  | 4° 23′ 09″ S, 59° 35′ 36″ O | igreja património histórico                                | bem tombado pelo CEDPHA                                                 |                |            |
|        | Castelinho de Humaitá                                    |          |                                                  | Humaitá Amazonas                | 7° 30′ 33″ S, 63° 01′ 13″ O | mansão património histórico                                | bem tombado pelo CEDPHA                                                 |                |            |
|        | Teatro Amazonas                                          |          | arquitetura do Renascimento arquitetura eclética | Manaus Amazonas                 | 3° 07′ 49″ S, 60° 01′ 24″ O | teatro de ópera património histórico                       | bem tombado pelo IPHAN bem tombado pelo COMPPAC                         |                |            |
|        | Mercado Municipal Adolpho Lisboa                         |          |                                                  | Manaus Amazonas                 | 3° 08′ 24″ S, 60° 01′ 25″ O | mercado património histórico                               | bem tombado pelo IPHAN bem tombado pelo COMPPAC                         |                |            |
|        | Academia Amazonense de Letras                            |          |                                                  | Manaus Amazonas                 | 3° 07′ 40″ S, 60° 01′ 22″ O | academia de letras edifício património cultural            | bem tombado pelo CEDPHA bem tombado pelo COMPPAC                        |                |            |
|        | Igreja de São Sebastião                                  |          | ecletismo Neoclassicalism neogótico              | Manaus Amazonas                 | 3° 07′ 47″ S, 60° 01′ 22″ O | igreja património histórico                                | bem tombado pelo CEDPHA bem tombado pelo COMPPAC                        |                |            |
|        | Palácio Rio Negro (Manaus)                               |          | arquitetura eclética                             | Manaus Amazonas                 | 3° 08′ 06″ S, 60° 01′ 01″ O | palácio património histórico                               | bem tombado pelo CEDPHA bem tombado pelo COMPPAC                        |                |            |
|        | Palácio da Justiça do Amazonas                           |          | arquitetura clássica                             | Manaus Amazonas                 | 3° 07′ 49″ S, 60° 01′ 28″ O | tribunal património histórico                              | bem tombado pelo CEDPHA bem tombado pelo COMPPAC                        |                |            |
|        | Ponte Pênsil Benjamin Constant                           |          |                                                  | Manaus Amazonas                 | 3° 08′ 05″ S, 60° 00′ 37″ O | ponte pênsil património histórico                          | bem tombado pelo CEDPHA                                                 |                |            |
|        | Teatro Chaminé                                           |          |                                                  | Manaus Amazonas                 | 3° 08′ 19″ S, 60° 01′ 02″ O | teatro património histórico                                | bem tombado pelo CEDPHA                                                 |                |            |
|        | Biblioteca Pública Estadual do Amazonas                  |          |                                                  | Manaus Amazonas                 | 3° 08′ 04″ S, 60° 01′ 24″ O | biblioteca pública património histórico                    | bem tombado pelo CEDPHA bem tombado pelo COMPPAC                        |                |            |
|        | Capela do Pobre Diabo                                    |          |                                                  | Manaus Amazonas                 | 3° 07′ 52″ S, 60° 00′ 17″ O | igreja património histórico                                | bem tombado pelo CEDPHA                                                 |                |            |
|        | Catedral Metropolitana de Manaus                         |          | arquitetura neoclássica                          | Manaus Amazonas                 | 3° 08′ 07″ S, 60° 01′ 32″ O | igreja património histórico                                | bem tombado pelo CEDPHA                                                 |                |            |
|        | Reservatório do Mocó                                     |          | renascimento                                     | Manaus Amazonas                 | 3° 06′ 48″ S, 60° 01′ 00″ O | castelo d'água património histórico                        | bem tombado pelo IPHAN bem tombado pelo COMPPAC                         |                |            |
|        | Cadeia Pública Raimundo Vidal Pessoa                     |          |                                                  | Manaus Amazonas                 | 3° 08′ 08″ S, 60° 00′ 41″ O | prisão património histórico                                | bem tombado pelo CEDPHA                                                 |                |            |
|        | Faculdade de Direito da Universidade Federal do Amazonas |          |                                                  | Manaus Amazonas                 | 3° 08′ 21″ S, 60° 01′ 20″ O | escola jurídica património histórico                       | bem tombado pelo CEDPHA                                                 |                |            |
|        | Relógio Municipal de Manaus                              |          | arquitetura neoclássica                          | Manaus Amazonas                 | 3° 08′ 10″ S, 60° 01′ 30″ O | torre do relógio património histórico                      | bem tombado pelo IPHAN bem tombado pelo CEDPHA bem tombado pelo COMPPAC |                |            |
|        | Igreja Nossa Senhora dos Remédios                        |          |                                                  | Manaus Amazonas                 | 3° 08′ 21″ S, 60° 01′ 19″ O | igreja património histórico                                | bem tombado pelo CEDPHA                                                 |                |            |
|        | Colégio Amazonense Dom Pedro II                          |          |                                                  | Manaus Amazonas                 | 3° 08′ 04″ S, 60° 01′ 25″ O | edifício escolar património histórico                      | bem tombado pelo CEDPHA bem tombado pelo COMPPAC                        |                |            |
|        | Agência Central dos Correios e Telégrafos de Manaus      |          |                                                  | Manaus Amazonas                 | 3° 08′ 11″ S, 60° 01′ 29″ O | edifício património histórico                              | bem tombado pelo CEDPHA bem tombado pelo COMPPAC bem tombado pelo IPHAN |                |            |
|        | Agência do Banco Itaú                                    |          |                                                  | Manaus Amazonas                 | 3° 08′ 13″ S, 60° 01′ 28″ O | edifício património histórico                              | bem tombado pelo CEDPHA bem tombado pelo COMPPAC                        |                |            |
|        | Cemitério São João Batista                               |          |                                                  | Manaus Amazonas                 | 3° 06′ 52″ S, 60° 01′ 08″ O | cemitério património histórico                             | bem tombado pelo CEDPHA                                                 |                |            |
|        | Edifício do Comando da Polícia Militar do Amazonas       |          |                                                  | Manaus Amazonas                 | 3° 08′ 08″ S, 60° 01′ 16″ O | edifício património histórico                              | bem tombado pelo CEDPHA                                                 |                |            |
|        | Estação da Castelhana                                    |          |                                                  | Manaus Amazonas                 | 3° 06′ 59″ S, 60° 01′ 35″ O | reservatório edifício património histórico                 | bem tombado pelo CEDPHA                                                 |                |            |
|        | Grupo de Estudos Barão de Rio Branco                     |          |                                                  | Manaus Amazonas                 | 3° 07′ 53″ S, 60° 01′ 09″ O | escola património histórico                                | bem tombado pelo CEDPHA                                                 |                |            |
|        | Grupo de Estudos Euclides da Cunha                       |          |                                                  | Manaus Amazonas                 | 3° 07′ 53″ S, 60° 00′ 24″ O | escola património histórico                                | bem tombado pelo CEDPHA                                                 |                |            |
|        | Grupo de Estudos José Paranaguá                          |          |                                                  | Manaus Amazonas                 | 3° 08′ 15″ S, 60° 01′ 05″ O | escola património histórico                                | bem tombado pelo CEDPHA                                                 |                |            |
|        | Grupo de Estudos Nilo Peçanha                            |          |                                                  | Manaus Amazonas                 | 3° 08′ 18″ S, 60° 01′ 14″ O | escola património histórico                                | bem tombado pelo CEDPHA                                                 |                |            |
|        | Grupo de Estudos Ribeiro da Cunha                        |          |                                                  | Manaus Amazonas                 | 3° 07′ 25″ S, 60° 01′ 25″ O | escola património histórico                                | bem tombado pelo CEDPHA                                                 |                |            |
|        | Grupo de Estudos Saldanha Marinho                        |          |                                                  | Manaus Amazonas                 | 3° 07′ 58″ S, 60° 01′ 19″ O | escola património histórico                                | bem tombado pelo CEDPHA                                                 |                |            |
|        | Instituto Benjamin Constant                              |          |                                                  | Manaus Amazonas                 | 3° 07′ 39″ S, 60° 01′ 24″ O | instituto património histórico                             | bem tombado pelo CEDPHA bem tombado pelo COMPPAC                        |                |            |
|        | Instituto Geográfico e Histórico do Amazonas             |          |                                                  | Manaus Amazonas                 | 3° 08′ 01″ S, 60° 01′ 45″ O | instituto sociedade histórica património histórico arquivo | bem tombado pelo CEDPHA                                                 |                |            |
|        | Edifício do Instituto de Ensinos Superiores da Amazônia  |          |                                                  | Manaus Amazonas                 | 3° 08′ 02″ S, 60° 01′ 35″ O | edifício património histórico                              | bem tombado pelo CEDPHA                                                 |                |            |
|        | Pavilhão J da antiga Colônia Antônio Aleixo              |          |                                                  | Manaus Amazonas                 | 3° 05′ 06″ S, 59° 53′ 57″ O | conjunto de edifícios património histórico                 | bem tombado pelo CEDPHA                                                 |                |            |
|        | Estação de Tratamento de Esgoto (Chaminé)                |          |                                                  | Manaus Amazonas                 | 3° 08′ 29″ S, 60° 00′ 59″ O | edifício património histórico                              | bem tombado pelo CEDPHA                                                 |                |            |
|        | Catedral de Nossa Senhora do Carmo                       |          |                                                  | Parintins Amazonas              | 2° 37′ 41″ S, 56° 44′ 10″ O | igreja património histórico                                | bem tombado pelo CEDPHA                                                 |                |            |
|        | Reserva de Desenvolvimento Sustentável Mamirauá          |          |                                                  | Uarini Fonte Boa Maraã Amazonas | 2° 16′ S, 65° 41′ O         | Reserva de Desenvolvimento Sustentável património natural  | sítio Ramsar                                                            |                |            |

∑ 40 items.